# Eduard Lebiedzki

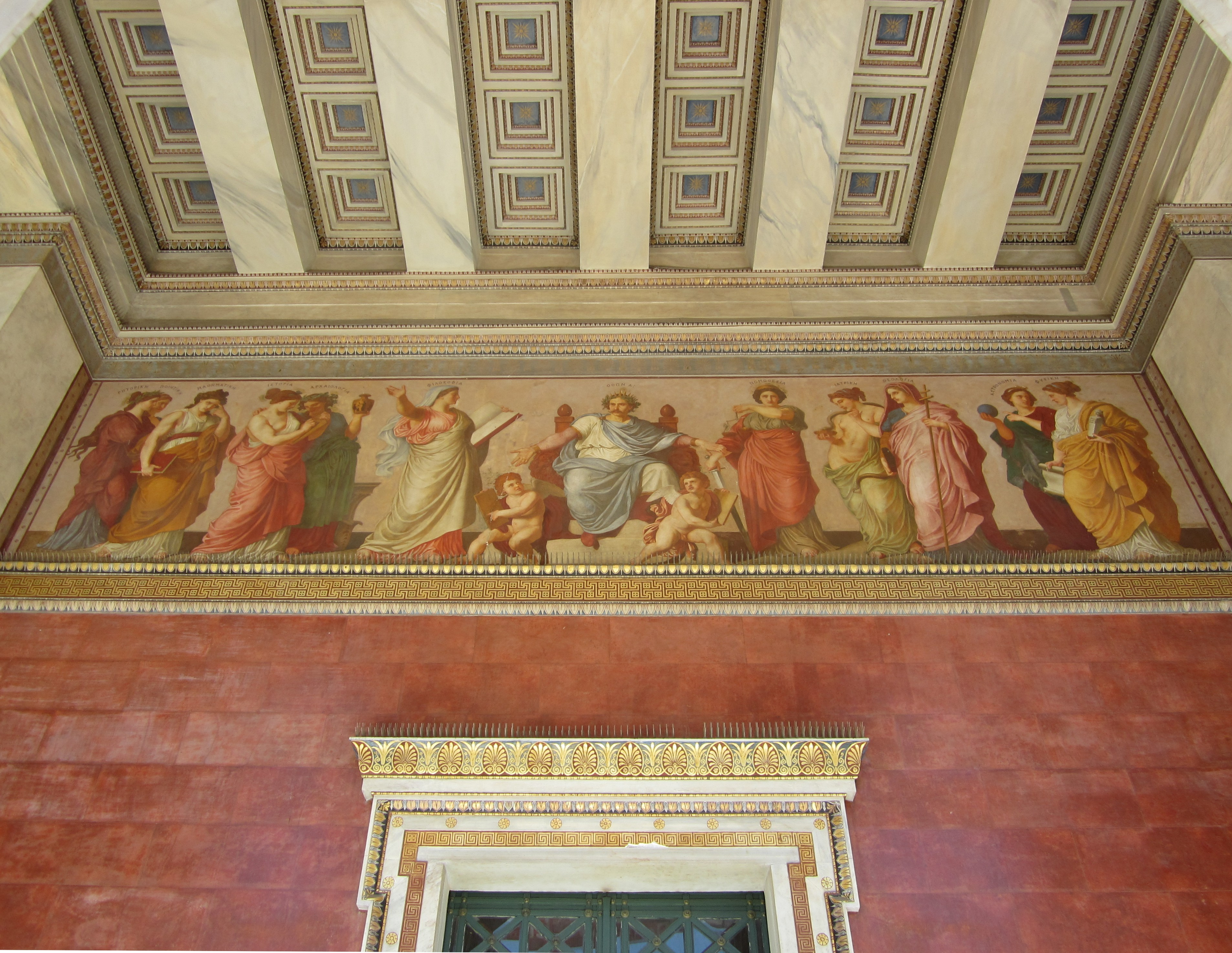
Universität Athen – Fresken

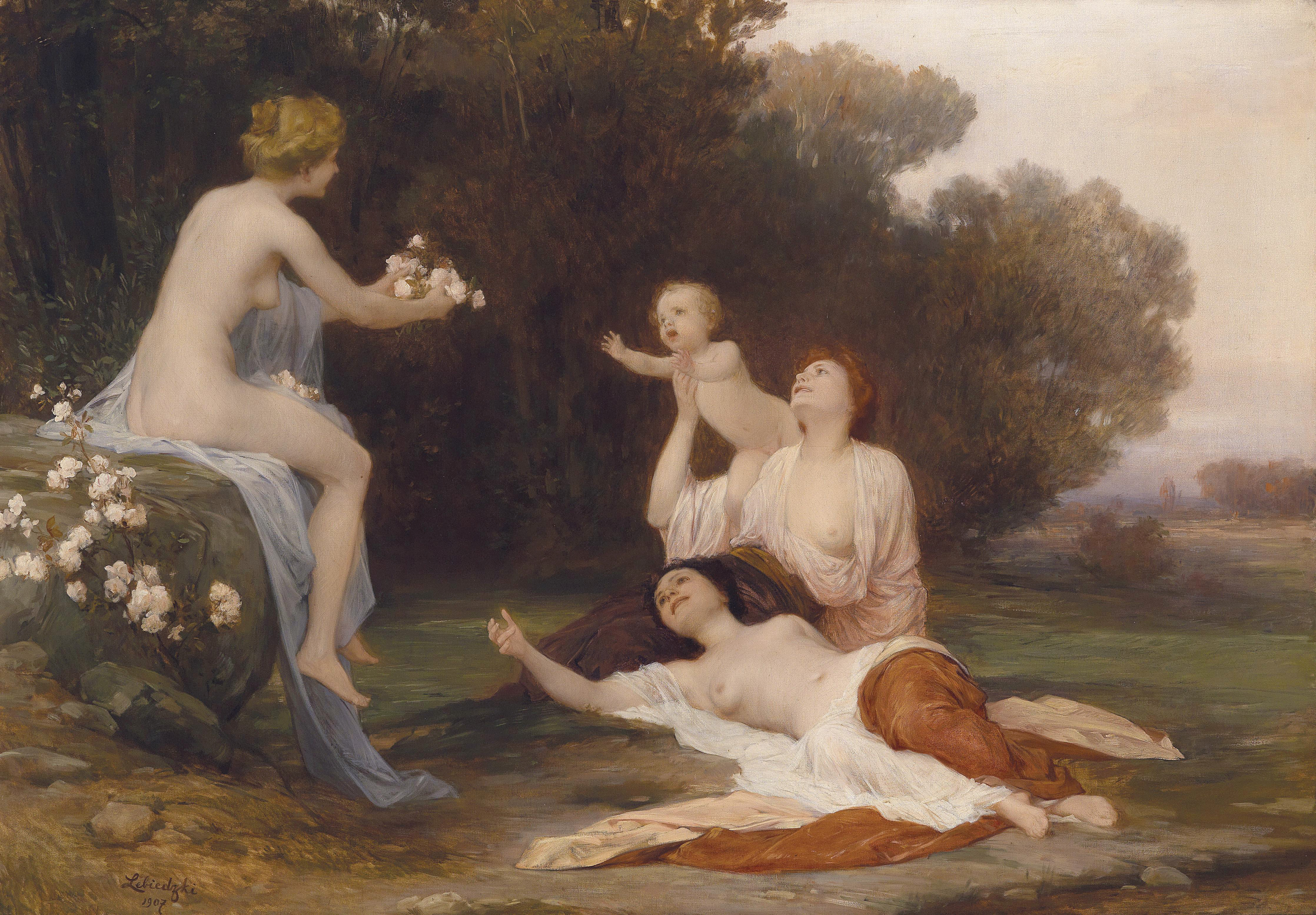
Idylle 1907

Eduard Lebiedzki (auch Lebietzki, * 9. März 1862 in Chrzanów in Galizien; † 28. November 1915 in Wien) war ein österreichischer Maler. Er schuf die Fresken in der Athener Universität und im Gebäude des Wiener Parlaments.

## Leben
Eduard Lebiedzki studierte 1876 bis 1883 Malerei an der Akademie in Wien bei Christian Griepenkerl und besuchte danach Florenz, Rom, Paris und Athen. Neben den monumentalen Fresken schuf er auch einige Ölgemälde, Genrebilder wie Idylle, Samson und Delilah, Sakuntala und Porträts von Friedrich Ludwig Arnsburg (in der Galerie des Burgtheaters) sowie Heinrich Freiherr von Ferstel u. a.
Ab 1888 schuf er nach Kartons von Carl Rahl (1812–1865) Fresken im Gebäude der Universität Athen. Die Fresken zeigen folgende Themen: König Otto von Wittelsbach im Kreise von personifizierten Wissenschaften;  Die Anfänge der griechischen Philosophie; Die Erbauer von Athen; Das goldene Zeitalter von Athen; Die Philosophen von Athen; Aristoteles und seine Schüler.
In den Jahren 1898 bis 1902 schuf er den Mosaikfries für das Parlamentsgebäude in Wien. In den Jahren 1907 bis 1911 schuf er Fresken in der Säulenhalle des Parlamentsgebäudes. Das Werk mit einer Gesamtlänge von mehr als 120 Meter und 2,30 Meter Höhe entstand nach eigenen Kartons des Künstlers. Die allegorischen Figuren auf Goldgrund stellten „die vorzüglichsten Ideale und volkswirtschaftlichen Aufgaben des Parlaments“ dar. Das Werk wurde im Zweiten Weltkrieg stark beschädigt.
Er wurde am Wiener Zentralfriedhof bestattet.